# 후지이 슈카
후지이 슈카(일본어: 藤井 萩花, 1994년 10월 14일~)는 일본 전 댄서, 모델이다.
오사카부 출신.

## 내력
2살 때부터 모델 일을 시작해, 3살 때부터 댄스를 시작한다.
2010년 4월 1일, EXPG 출신자로 결성된 댄스 유닛 Flower의 멤버가 된다.
2013년 9월호부터 패션 잡지 《JJ》의 전속 모델을 맡는다.
2016년 8월 11일, E-girls의 최종 공연에서 동생 카렌과 자매 유닛 〈ShuuKaRen〉을 결성하는 것이 발표되었다.

## 인물
- 동생은 E-girls, Happiness의 후지이 카렌. 오빠는 쟈니즈WEST의 후지이 류세이[3].
- 니시노 나나세와 초등학교 & 중학교 동창.

## 출연

### 드라마
- 돈★키호테 제2화 (2011년 7월 16일, 닛폰 TV) - 여고생 역
- 스프라우트 (2012년 7월 ~ 9월, 닛폰 TV) - 하스미 후미코 역
- THE QUIZ (2012년 9월 1일, 닛폰 TV) - 키데라 사쿠라 역
- 연문일화 LETTER1 〈눈에 피는 꽃〉 (2014년 1월 6일, 닛폰 TV) - 미야시타 치유키 역
- HiGH&LOW-THE STORY OF S.W.O.R.D.- (2015년 10월 ~ 12월, 닛폰 TV) - 나오미 역
  - HiGH&LOW Season2 (2016년 4월 ~ 6월)

### 영화
- ROAD TO HiGH&LOW (2016년 5월 7일, 쇼치쿠) - 나오미 역
  - HiGH&LOW THE MOVIE (2016년 7월 16일)
  - HiGH&LOW THE RED RAIN (2016년 10월 8일)

## 서적

### 잡지
- 러브베리 (2007년 ~ 2008년, 토쿠마 쇼텐) - 전속 모델
- JJ (2013년 ~ , 코분샤) - 전속 모델

### 사진집
- ANTITHESE (2016년 1월 25일, 코분샤)